# مبكبكة
المبكبكة أو المكرونة الجارية هي واحدة من أشهى الأكلات الليبية والأشهر بين الشعب الليبي، يتم تناولها بشكل أساسي كوجبة غذاء، ويمكن تناولها أيضًا كوجبة للعَشاء. انتقلت لعدد من البلدان العربية الأخرى خاصة إلى مصر و تونس ودول الخليج لسرعة تنفيذها ومذاقها المميز، فضلًا عن كونها وجبة سريعة غنية بالفوائد الغذائية، كالبروتينات الموجودة باللحم، والنشويات وغيرها.